# 東京都立両国高等学校・附属中学校
東京都立両国高等学校・附属中学校（とうきょうとりつ りょうごくこうとうがっこう・ふぞくちゅうがっこう）は東京都墨田区江東橋に所在し、中高一貫教育を提供する東京都立中学校・高等学校。
高等学校において、生徒を募集しない完全中高一貫校。
校名に「両国」とあるが、両国ではなく錦糸町（駅南口・江東橋）に所在する。

## 概観
旧制府立三中を前身とする。通称は「三高」（さんこう）。初代校長には八田三喜が就任し、スパルタ教育を行いつつも、学友会活動を重視し自律精神の養成に努めた。厳格な規律を重んじる校風は、2代校長の広瀬雄以降にも受け継がれ、今日まで続く校訓である「自律自修」の基礎を築いた。
1950年代～1960年代は第六学区トップ校として東京大学合格者を40～60名前後輩出。当時は千葉県からの越境通学者も多く、広範囲から生徒が集まっていた。学校群制度時代は墨田川高校・小松川高校と61群を組んだ。
2006年（平成18年）度より附属中学（3クラス、男女計120名）が開校し、中高一貫校に移行した。

### 教育方針
府立三中以来、自らを厳しく律し、自ら進んで学ぶという「自律自修」の校訓に基づいた教育がなされており、厳格な規律の中でも自主性を重んじる校風である。
中学1年時から作文や論文の執筆や読解を求められ、一年間で複数のレポート・論文の執筆、中学3年時には高校レベルの評論文の読解など、卒業時まで一貫した「国語教育」「書かせる教育」が実践されている。出版活動も盛んで、高校・中学生徒会が1年間の集大成として発行する『365日』や、教員による研究結果を発表する『三高教室』という学術雑誌がある。
語学教育の一環として中学生で英語劇が行われ、9月に開催される両国祭の一つの目玉となっている。また、中学3年時と高校3年時には活きた英語を身につけることを目的とした「実践英語」が必修となっているなど、英語教育には積極的である。
地域の経済状況もあって、古くから「勉強の両国」と称されるほど総じて受験指導には熱心であった。補習や長期休業中の講習が多く開かれるほか、試験の成績上位者の張り出しや、学習面でのアンケートによる生徒の学習状況の把握などが行われる。中高一貫校化に伴って「予備校不要」の更なる強化を打ち立てている。なお、2005年より土曜授業を復活させている（4時間授業で年16～17日間）。

## 沿革

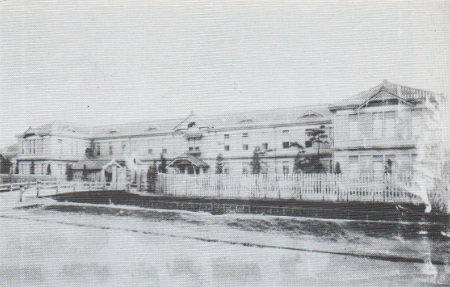
創立当時の校舎の外観

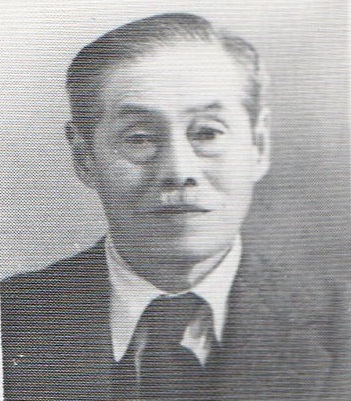
初代校長として尽力した八田三喜

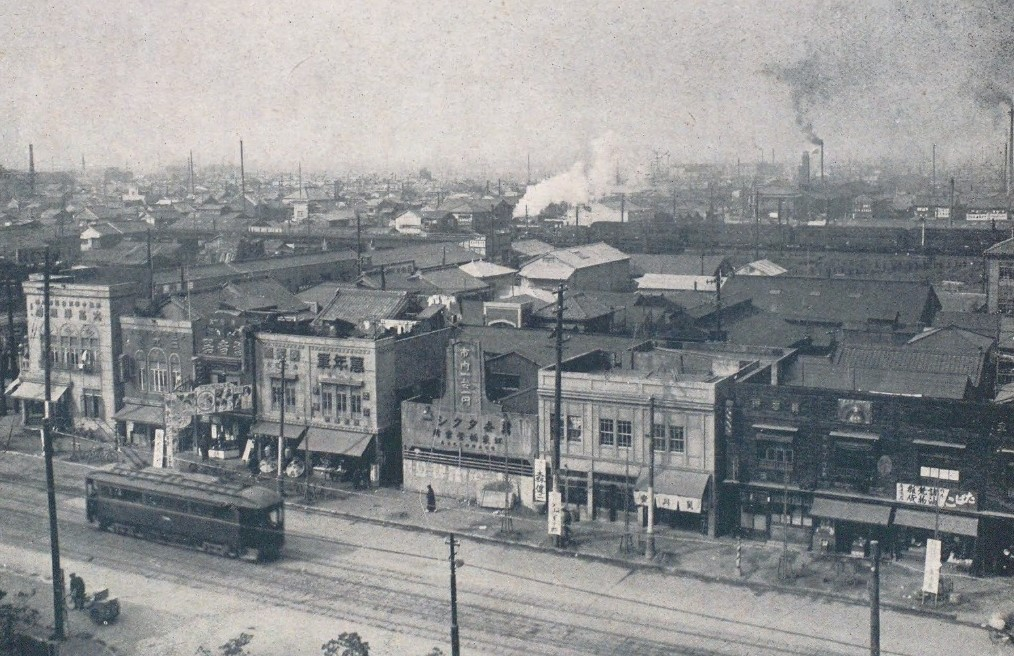
東京府立第三中学校からの眺め（右方向に錦糸町駅）。1920年代

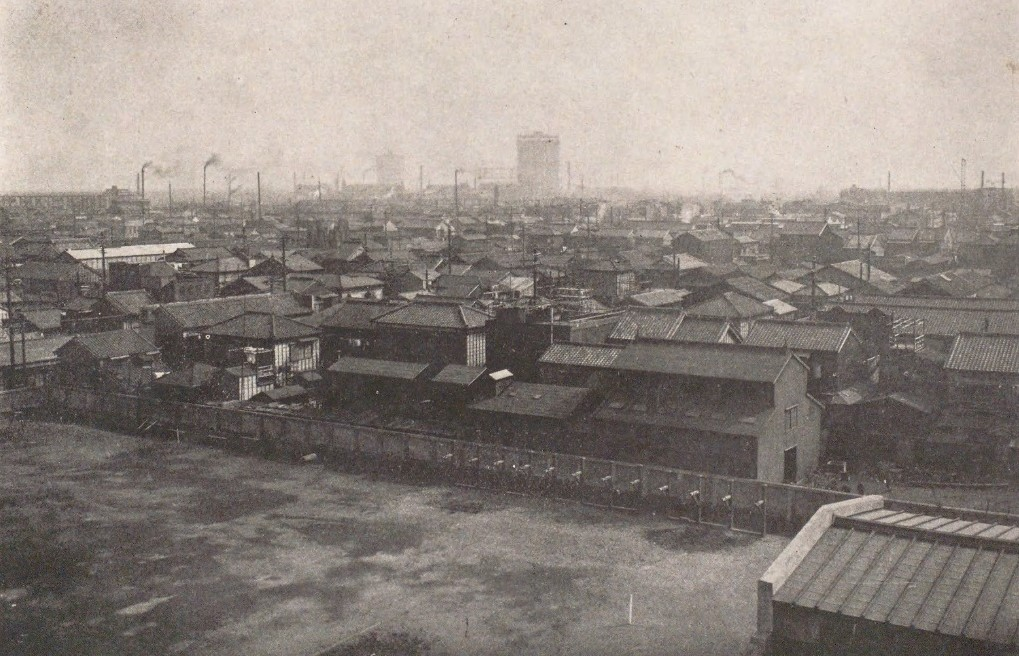
同上、亀戸方面の工場地帯を望む

- 1901年（明治34年）4月1日 - 東京府第一中学校（現：日比谷高）の分校（京橋区築地3丁目、現：東劇および京橋郵便局の場所）を「東京府第三中学校」と改める。同年7月に「東京府立第三中学校」と改称する。同様に、府立二中・府立四中もそれぞれ設立・改称される
- 1902年
  - 2月4日 - 本所区柳原1丁目（現：墨田区江東橋、現在地）に移転。
  - 6月28日 - 開校式挙行。
- 1904年 - 校歌を制定（作詞吉丸一昌、作曲石原重雄[1]））
- 1923年（大正12年）9月1日 - 関東大震災で校舎が全焼
- 1924年4月1日 - 「東京第三中夜学校」（私立）開校
- 1928年（昭和3年）8月15日 - 父兄会によるプール建設。
- 1933年 - 夜学校が「東京府立第三中学校夜間中学校」と改称[2]。
- 1940年 - 記念歌「あゝ黎明の歌」を制定（作詞北原白秋、作曲山田耕筰）
- 1941年 - 夜間中学が「東京府立桂友中学校」と改称
- 1943年 - 桂友中学が「東京府立第三中学校二部」と改称、中等学校令に基づく中学校として認められる。7月、都制実施により、それぞれ「東京都立第三中学校」「東京都立第三中学校二部」と改称
- 1945年3月9日 - 東京大空襲。校舎全焼。
- 1948年4月1日 - 学制改革に伴い、「東京都立第三新制高等学校」と改称
- 1949年 - 男女共学開始
- 1950年1月26日 - 「東京都立両国高等学校」と改称
- 1952年 - 学区合同選抜制度導入
- 1967年 - 学校群制度開始、旧第六学区内で墨田川高校・小松川高校と61群を組む
- 1982年 - グループ合同選抜制度導入、墨田川・本所・葛飾野・南葛飾・水元の各校と61グループに編成される
- 1994年（平成6年） - 現在の単独選抜制度導入
- 2006年 - 定時制課程を「浅草分校」として東京都立台東商業高等学校校舎内に移転。附属中学校開校。同年6月18日、高校OB・OGで構成されるオーケストラ（淡交フィルハーモニー管弦楽団）による「中高一貫記念コンサート」がサントリーホールにて開催。11月11日、附属中開校記念式典開催
- 2009年 - 定時制課程が閉課程
- 2021年（令和3年）
  - 東京都立両国高等学校120周年記念・東京都立両国高等学校附属中学校15周年記念式典開催[3]。
  - 女子制服スラックス導入[4]。
- 2022年 - 高等学校入学生（通称・高入）の新規受け入れ廃止。これにより完全型中高一貫校の教育体制を敷くことになる。

## 交通アクセス
- 総武本線（JR東日本）・東京メトロ半蔵門線「錦糸町駅」から約700m（徒歩10分）
- 都営地下鉄新宿線・東京メトロ半蔵門線「住吉駅」から約1100m（徒歩14分）
- 都営バス錦11/錦13/錦27/両28 「江東橋」下車

## 象徴

### 校章
5枚の桜の花弁と5筋の旭光を交互に円形に配し、中央に「三高」の字を置く（旧制中学時代は「三中」）が、これは学制改革期に一時使用した「都立第三新制高等学校」の校名の名残である。附属中学校は基本的なデザインを踏襲しつつ、文字を「両国」に替えたものを使用する。桜と旭光の意匠は府立一中の影響を受けたもの。また、神奈川県立横浜翠嵐高等学校の校章は、同校の前身である横浜第二中学校の初代校長が本校の校風を気に入っていたことから、本校の校章を模したものである。

### 制服
男子の制服は旧制三中時代から引き継いだ、前をホックで留める形式の詰襟だが、これは当時の一中の制服と同形である。というのも三中は元々一中分校から発展した学校だからである。戦後に、「三高」という文字入りのボタンを使用する標準的な学生服も導入されたが、附属中開校に伴い、ホック式詰襟に統一された。附属中ではプラスチック製のボタンを使用し、襟に「両国」という文字の校章を付けられている。
女子の高校の制服は2009年度からデザインが多少変わった。中学の制服は開校した2006年度から変わっていない。ブレザーは中高共通で濃いグレーで三つボタン。スカートは中高どちらも濃いグレーの生地のチェックのスカートであるが、高校は水色と薄いグレーのチェック、中学はピンクと薄いグレーのチェック、と分けられている。リボンもあり、スカートのチェックと同じ色に揃えられていてストライプ模様である。全体的に可愛らしいデザインとなっている。
2021年（令和3年）度より、女子制服にスラックスが導入された。

### 記念碑

#### 芥川龍之介 大川の水 石碑
正門入って左手にある。石碑の前には紅白梅図屏風を模倣した2本の梅の木がある。
「もし自分に「東京」のにほひを問う人があるならば、自分は大川の水のにほひと答えるのになんの躊躇もしないであらう。ひとりにほひのみではない。大川の水の色、大川の水のひびきは、我が愛する「東京」の色であり、声でなければならない。自分は大川あるがゆえに、「東京」を愛し、「東京」あるがゆえに、生活を愛するのである。」

#### 国産マッチ発祥の碑
清水誠が設立した日本最初のマッチ製造企業である新燧社の敷地がほぼ当校に当たることから、1986年に校庭に建立された記念碑である。四角い黒い石材に「国産マッチ発祥の地」と刻まれている。

#### 桂友会 モニュメント
「桂友」は、かつての定時制校名であるとともに、同窓会の名前でもある。

## 学校行事
両国祭
9月に行われる文化祭。中学、高校一体で行われる。高校生はそれぞれのクラスで劇やミュージカルをすることが多い。外部投票が行われ、大衆賞・展示部門賞で投票数が多かった優秀な団体は表彰される。中学生の英語によるミュージカルは都大会にも出場するほど。第60回東京都英語学芸大会playの部で、第1期生が2年生にして、初出場3位に入り、第62回大会では広島をテーマにしたUnder the Same Skyで初優勝を遂げ、翌年の第63回大会も東京大空襲をテーマとするsing like the windで連覇を果たした。
体育祭
応援団は援団と呼ばれ後半の一番目のプログラムに入っている援団のダンスは見物。赤軍（せきぐん）・青軍（せいぐん）・黄軍（こうぐん）の3つの軍に分かれ、投票により順位が決まる。その様子はテレビ番組で取り上げられたこともある。代々の応援歌は、赤＝慶應大学 青＝早稲田大学 黄＝東京大学 と、それぞれの大学応援歌の替え歌である。
合唱コンクール
各クラスが課題曲と自由曲を歌い完成度を競う。江東区にあるティアラこうとうで行われる。

## 高校関係者と組織

### 関連団体
- 同窓会
  - 淡交会 - 全日制
  - 桂友会 - 定時制
- 両国高校後援会

## 参考・関連書籍
- 『両国高校百年誌』（両国高校百年誌編集委員会編、創立百周年記念事業実行委員会発行、2002年）
- 『両国高校八十年』（両国高校編集委員会編、両国高校創立八十周年記念協賛会発行、1982年）
- 『東京府立中学』（岡田孝一、同成社近現代史叢書8、2004年） - 当校出身者による著作。筆者は当校百年誌編纂委員長。同人は『吉丸一昌 日露戦争と府立三中』（淡交会資料室委員会発行、2007年）の著作もある。